# EM Большого Пса
EM Большого Пса (лат. EM Canis Majoris) — одиночная переменная звезда в созвездии Большого Пса на расстоянии (вычисленном из значения параллакса) приблизительно 6932 световых лет (около 2125 парсеков) от Солнца. Видимая звёздная величина звезды — от более +13,2m до +11m.

## Характеристики
EM Большого Пса — красная пульсирующая переменная звезда, мирида (M) спектрального класса M6.